# Georg Johnsson

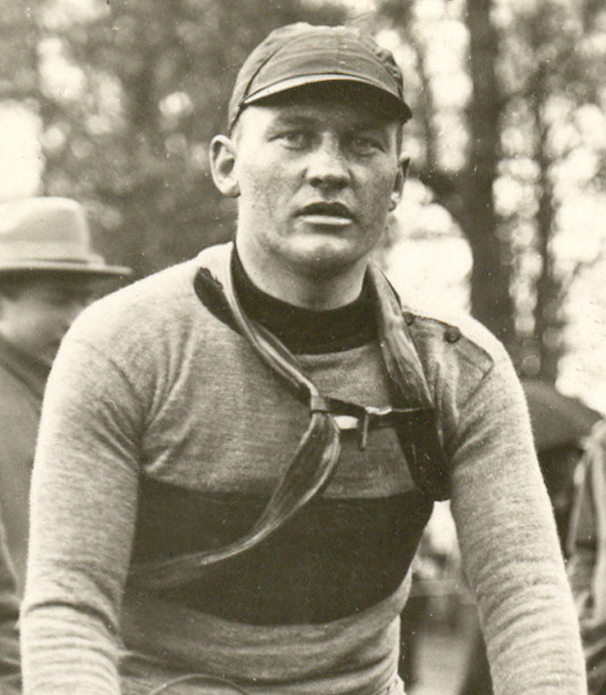

Georg Johnsson (* 2. Februar 1902 in Brunflo; † 31. Mai 1960 in Enskede-Årsta-Vantör) war ein schwedischer Radrennfahrer und nationaler Meister im Radsport.

## Sportliche Laufbahn
Johnsson war Teilnehmer der Olympischen Sommerspiele 1928 in Amsterdam. Im olympischen Einzelzeitfahren wurde er beim Sieg von Henry Hansen 17. Die schwedische Mannschaft mit Johnsson, Erik Jansson, Gösta Carlsson und Hjalmar Pettersson gewann in der Mannschaftswertung Bronze.
1925 siegte er in der nationalen Meisterschaft im Einzelzeitfahren über 100 Kilometer. In der folgenden Saison wurde er beim Sieg von Nils Velin Zweiter der Mälaren Rundt. Die Mälaren Rundt gewann er 1929 und 1931, 1932 wurde er erneut Zweiter.